# Segway XT
Pour les articles homonymes, voir XT.
Le Segway XT est un mini-véhicule tout terrain à 2 roues de la marque Segway. 
Il est utilisable pour les personnes qui se déplacent particulièrement hors des centres urbains et qui souhaitent se promener dans les forêts, hors des sentiers. 

## Homologation
En Suisse, seuls les derniers modèles (i2 - x2) ont été homologués. Les propriétaires des anciens modèles (i168 - i180 - XT) sont limités à une utilisation sur propriétés privées. En cas d'utilisation sur la voie publique, ils risquent de se faire retirer leur permis de conduire pour "conduite d'un véhicule non homologué, sans plaque d'immatriculation et sans assurance RC". Les modèles homologués voient leur vitesse limitée à 15km/h, immatriculés en tant que motocycles légers (plaque "jaune" moto), doivent être équipés d'éclairage et ne peuvent utiliser que les voies de circulation réservées aux autres véhicules. Interdiction d'utiliser les trottoirs et les rues réservées aux piétons.
En France, le modèle XT n'est pas autorisé dans les agglomérations.